# Göteborgs Maritima Centrum

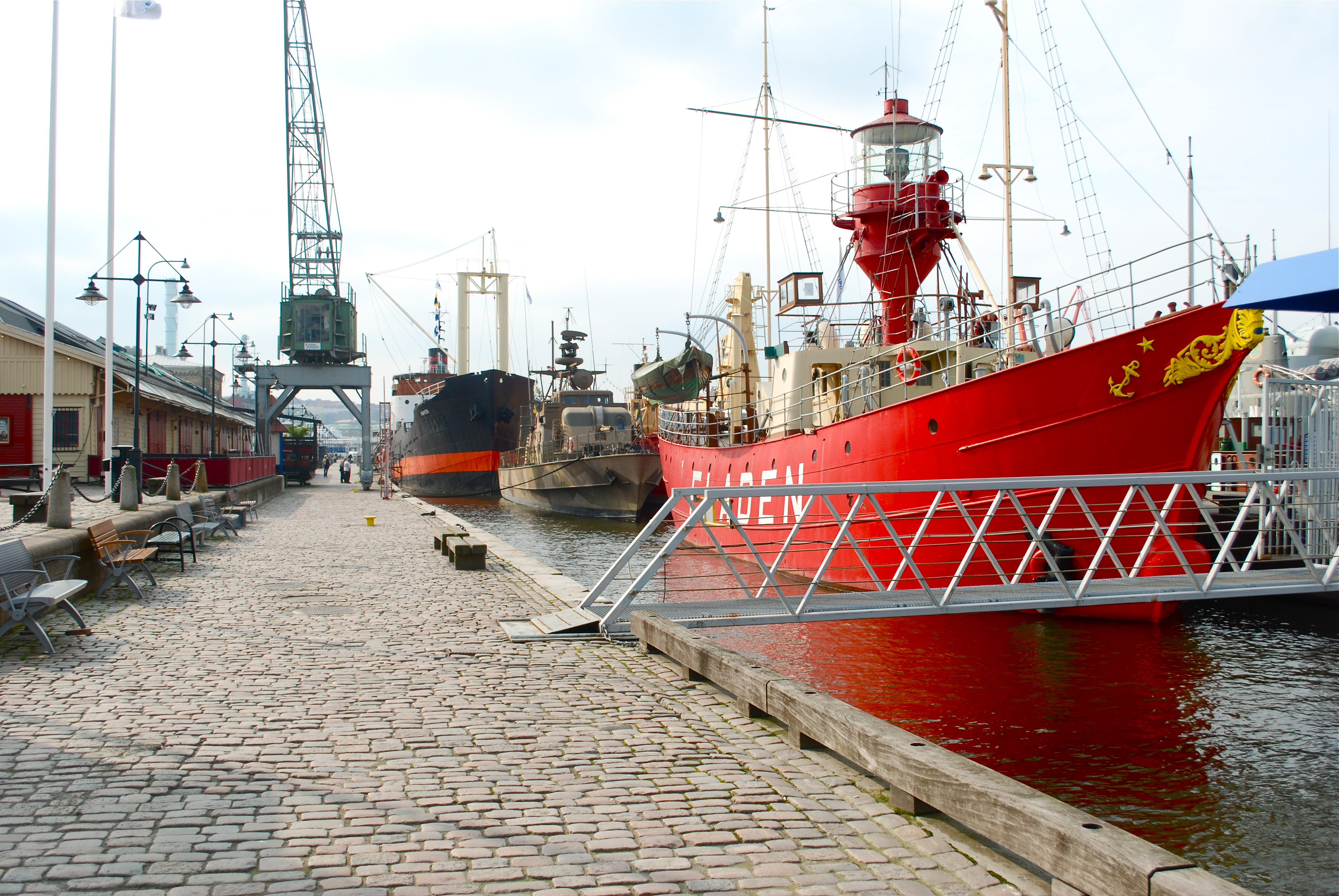
Maritiman i september 2010 med fyrskepp nr. 29 Fladen, patrullbåten och lastfartyget M/S Fryken

Maritiman - Göteborgs maritima centrum, ett stenkast från Göteborgsoperan, är världens största flytande fartygsmuseum.
Göteborg har allt sedan staden grundades varit en hamnstad. Efter varvskrisen på 1970-talet blev innerhamnen tom och öde. Tanken om ett kombinerat fartygs- och varvsmuseum tog form. Göteborgs Maritima Centrum slog upp portarna 1987. Sedan dess har ett stort antal göteborgare och turister besökt världens största flytande fartygsmuseum, och fått en inblick i den historia som byggt upp Göteborg. Fartygsflottan består av 18 fartyg, båtar och pråmar. Man får bland annat gå ombord på monitoren Sölve, jagaren HMS Småland (J19) och u-båten HMS Nordkaparen (Nor).
Maritiman är medlem i Sveriges militärhistoriska arv.

## Fartyg på museet[3]
- Bogserbåten Herkules
- ESAB IV
- Flodsprutan II
- Fyrskepp nr. 29 Fladen
- Hamnbogseraren Stormprincess
- Hamnfärjan Dan Broström
- Jagaren HMS Småland (J19)
- Lastmotorfartyget M/S Fryken
- Minutläggaren HMS Kalmarsund (13)
- Monitoren HMS Sölve
- Patrullbåten HMS Hugin (P151)
- Ubåten HMS Nordkaparen (Nor)
- TaxibåtenTuss